# Takeshi Seyama
Takeshi Seyama (瀬山 武司?, Seyama Takeshi; Tokyo, 1944) è un montatore giapponese, attivo principalmente nel campo dell'animazione giapponese.
È stato il montatore di numerose serie anime e film come Princess Mononoke, Steamboy, inclusi successi dello Studio Ghibli, di Katsuhiro Ōtomo o di Satoshi Kon. Fra i suoi lavori più recenti si possono citare il film del 2006 Paprika e Seven Days War del 2019.
Nel 1992, Seyama ha fondato lo studio "Seyama Editing Room," specializzato proprio nel montaggio degli anime.